# Progettazione educativa
La progettazione educativa permette di trasformare ciò che è definibile come attività cognitiva in materiale e condizioni. Il progetto, pertanto, è il risultato di un processo con cui gli attori concorrono per costruire un artefatto (progetto) e per determinare le condizioni del contesto (ambiente) all'interno del quale tale progetto acquisisce valore. Possiamo, inoltre, definirlo come mezzo per connettere le attività agli obiettivi e ad una verifica, rappresenta lo strumento privilegiato di un'organizzazione flessibile. La progettazione educativa segue un percorso costituito da cinque tappe tutte tra loro interdipendenti e regolate da sequenzialità  anche se a volte si assiste alla sovrapposizione delle stesse.

## Descrizione
La prima tappa è l'ideazione che consiste nel momento in cui una o più persone ipotizzano un progetto o attivano un'iniziativa. È sempre connessa alle precedenti esperienze o a lavori realizzati da altre persone; si caratterizza per un insight creativo o da una rappresentazione mentale che unisce nuove combinazioni con elementi già noti. Normalmente un progetto nasce quando viene constatata la presenza di bisogni sociali non soddisfatti o problemi irrisolti.
La seconda tappa è l'attivazione. Si basa sulla verifica delle risorse disponibili; sull'identificazione del proprio ruolo e di quello degli attori coinvolti e sull'identificazione del problema delle strategie d'intervento. Occorre sviluppare alleanze e collaborazioni per creare un network; individuare tutte le possibili forme di risorse; scegliere le strategie da applicare per lo sviluppo del progetto.
La terza tappa è la progettazione vera e propria ossia l'elaborazione di un progetto cartaceo inteso come prodotto cartaceo e stesura concreta di un disegno di intervento. In tale tappa si identificano le diverse fasi dell'intervento, si provvede alle figure educative di riferimento, alla scelta delle tecniche, ai costi ed ai tempi di svolgimento.
La quarta tappa è la realizzazione di interventi e cambiamenti permettendo la verifica in itinere. Il progetto educativo è così regolato dal principio di logicità se mostra conseguenza tra le seguenti parti: - definizione e analisi del problema; - identificazione degli obiettivi; - beneficiari dell'intervento; - modello d'intervento e attività che verranno svolte; - valutazione; - mezzi e risorse.
Relativamente alla definizione e analisi del problema bisogna esplicitare il problema su cui intervenire dandone una definizione, scoprendone le cause, la rilevanza e la popolazione direttamente coinvolta. Gli obiettivi, invece, saranno definiti solo dopo aver stabilito un obiettivo generale ed ovviamente i beneficiari dell'intervento.
Segue l'ultima fase che è quella della valutazione, o verifica. È una strategia che valorizza la qualità e l'efficacia del lavoro svolto. Assunto fondamentale della valutazione è quello di accompagnare il progetto in tutte le sue fasi (ideazione, attivazione, progettazione, realizzazione, valutazione) affinché sia possibile apportare delle modifiche nel caso in cui la realizzazione del progetto non fosse efficace.